# Cattedrale di San Pantaleone
La cattedrale di San Pantaleone è il duomo di Vallo della Lucania, consacrato a San Pantaleone di Nicomedia. L'intitolazione al santo orientale è dovuta essenzialmente al fatto che nel X-XI secolo il territorio contava numerosi insediamenti di monaci italo-greci. La prima testimonianza iconografica documentata del Santo in territorio cilentano risulta proprio essere un affresco nella Badia di Santa Maria di Pattano, un insediamento basiliano risalente all'VIII secolo. Altre testimonianze sono anche i testi scritti in greco ritrovati nell'archivio parrocchiale.

## Storia e descrizione

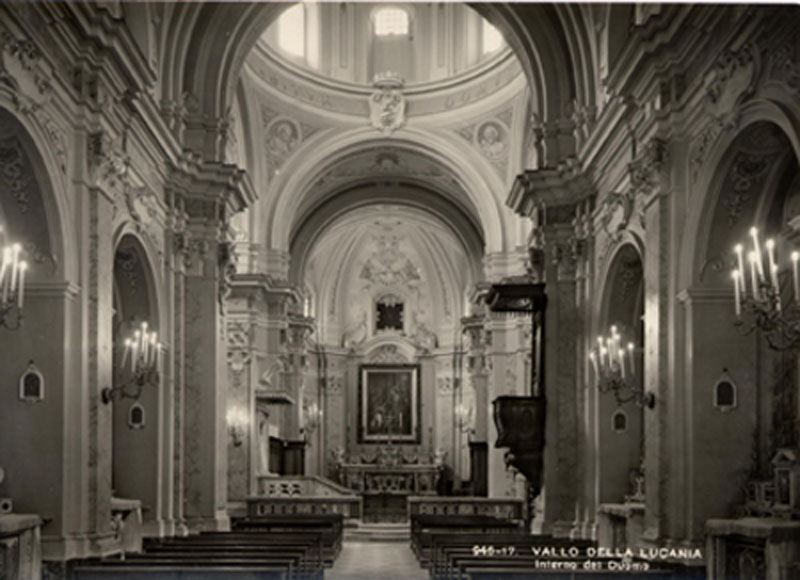
L'interno della cattedrale prima del 1980

L'attuale chiesa fu edificata tra gli anni 1700-1736, in adiacenza ad una chiesa risalente al X-XI secolo, per far fronte al numero crescente di fedeli che la piccola chiesa medievale, demolita nel 1802 per volere del capo eletto don Bonifacio Oricchio, non riusciva più a contenere. L'edificio di culto fu innalzato a cattedrale nel 1851 con una bolla di papa Pio IX.
La pianta della cattedrale è a navata centrale con transetto e due cappelle laterali a sinistra ed a destra del presbiterio con accessi dal transetto. In direzione del transetto, inoltre, si erge una maestosa cupola ornata esternamente di maioliche a piastrelle.

## Opere d'arte
Sul portale centrale si erge uno splendido organo a canne costruito nel 1784 dai fratelli vallesi Silverio e Francesco Carelli. Esso fu commissionato e finanziato dalla antica Congregazione del Santissimo Sacramento.
Nella sacrestia sono presenti 2 teli recanti l'effigie di San Pantaleone opera del maestro Vito Formisano. Il primo risalente al 1954 è stato sostituito per usura, in quanto esposto alle intemperie ogni anno nel mese precedente i festeggiamenti per il santo patrono (27 luglio), da un secondo telo realizzato nel 1984 e praticamente identico al primo.
Dietro l'altare, al centro dell'abside, è esposto un dipinto di Giuseppe De Mattia e recante la scena di San Pantaleone che sana il cieco (1843).
Nella cappella di sinistra, denominata anche Cappella di San Pantaleone, è custodito il busto del santo, rivestito d'argento, che viene portato in processione lungo le strade di Vallo della Lucania il 27 luglio. Il busto è stato soggetto a restauro dal sacerdote Nunziato Jannotti nella prima metà del XIX secolo e, nel 2013, l'ultimo intervento a cura della restauratrice Caterina Cammarano. In essa è anche custodita un'ampolla contenente il sangue, sempre sciolto, del santo.
Sempre nella stessa cappella è presente un dipinto di grandi dimensioni in stile caravaggesco del maestro salernitano Stefano Trapanese dal titolo Conversione di San Pantaleone (2012).
Nella cappella di destra, denominata Sala dei canonici, sono custoditi un bellissimo trono ligneo con l'effigie della Madonna del Rosario e uno splendido crocifisso ligneo risalente al 1500.
Altre opere degne di menzione sono le tele Vergine con santi Carlo Borromeo e Maria Maddalena (1787) di Domenico Lettieri, Arcangelo Michele (1770) di Andrea De Hippolytis (allievo di Francesco Solimena e fratello del parroco don Carmine) e Vergine con i santi Francesco, Pantaleone e Antonio Abate (fine XVII secolo), probabile attribuzione al Fesa.

## Galleria d'immagini

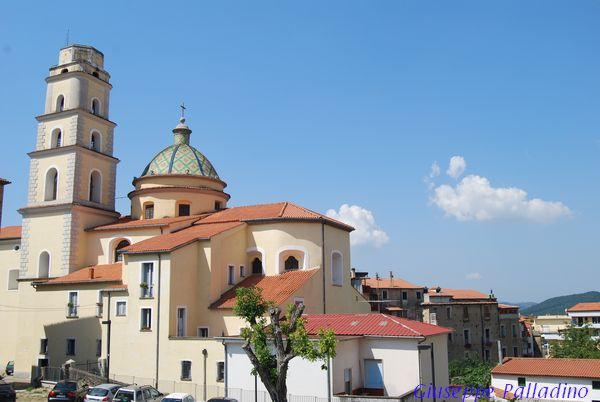
Vista della cattedrale
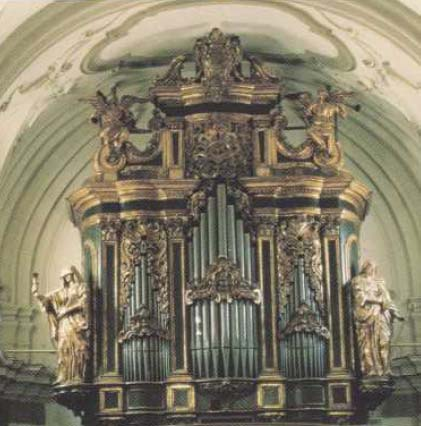
L'organo risale al 1784 ed è situato sul portale principale della cattedrale
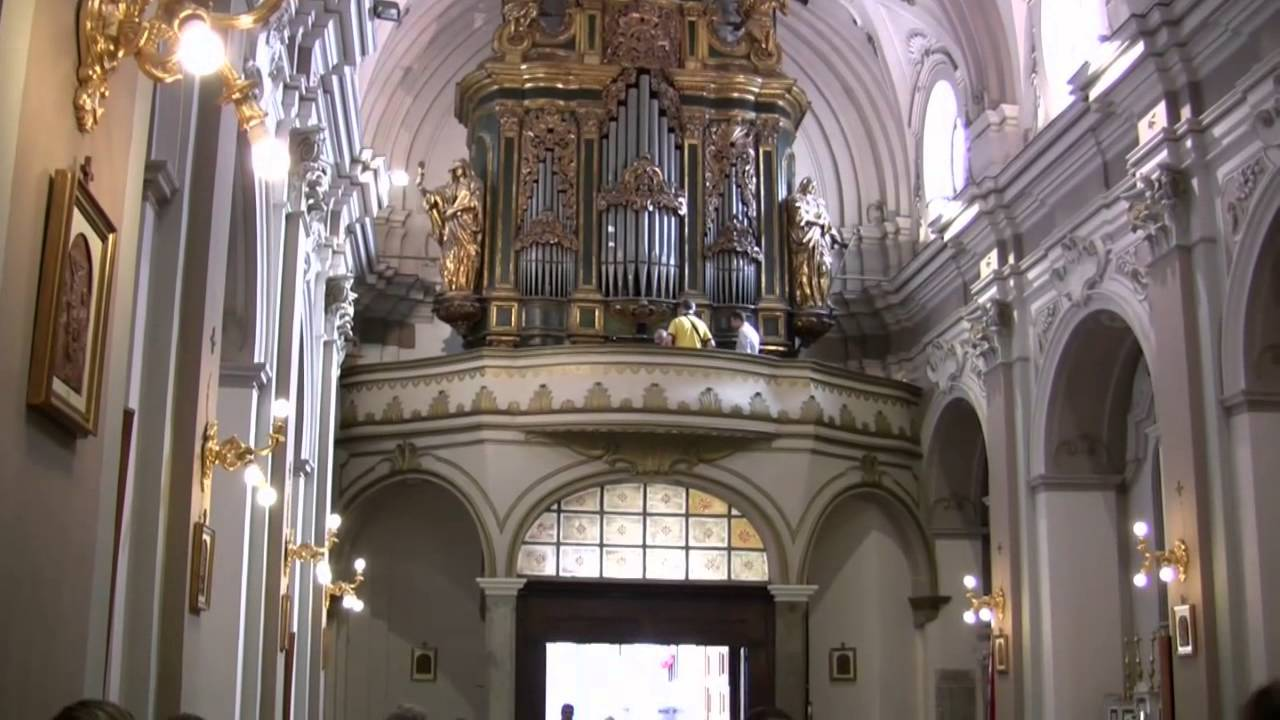
Portale ed organo della cattedrale
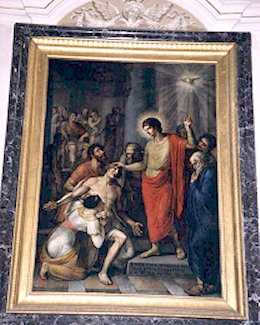
San Pantaleone sana il cieco, Giuseppe De Mattia, opera datata 1843
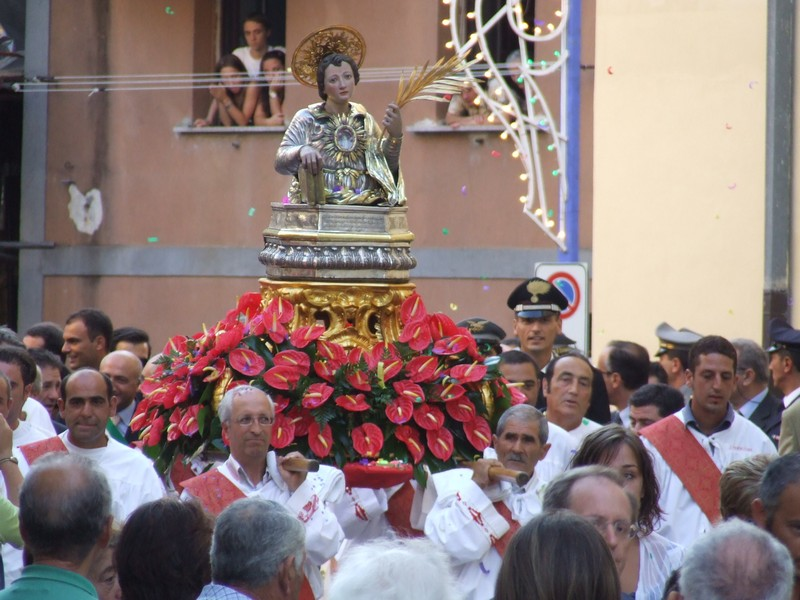
Il busto di San Pantaleone portato in processione il 27 luglio
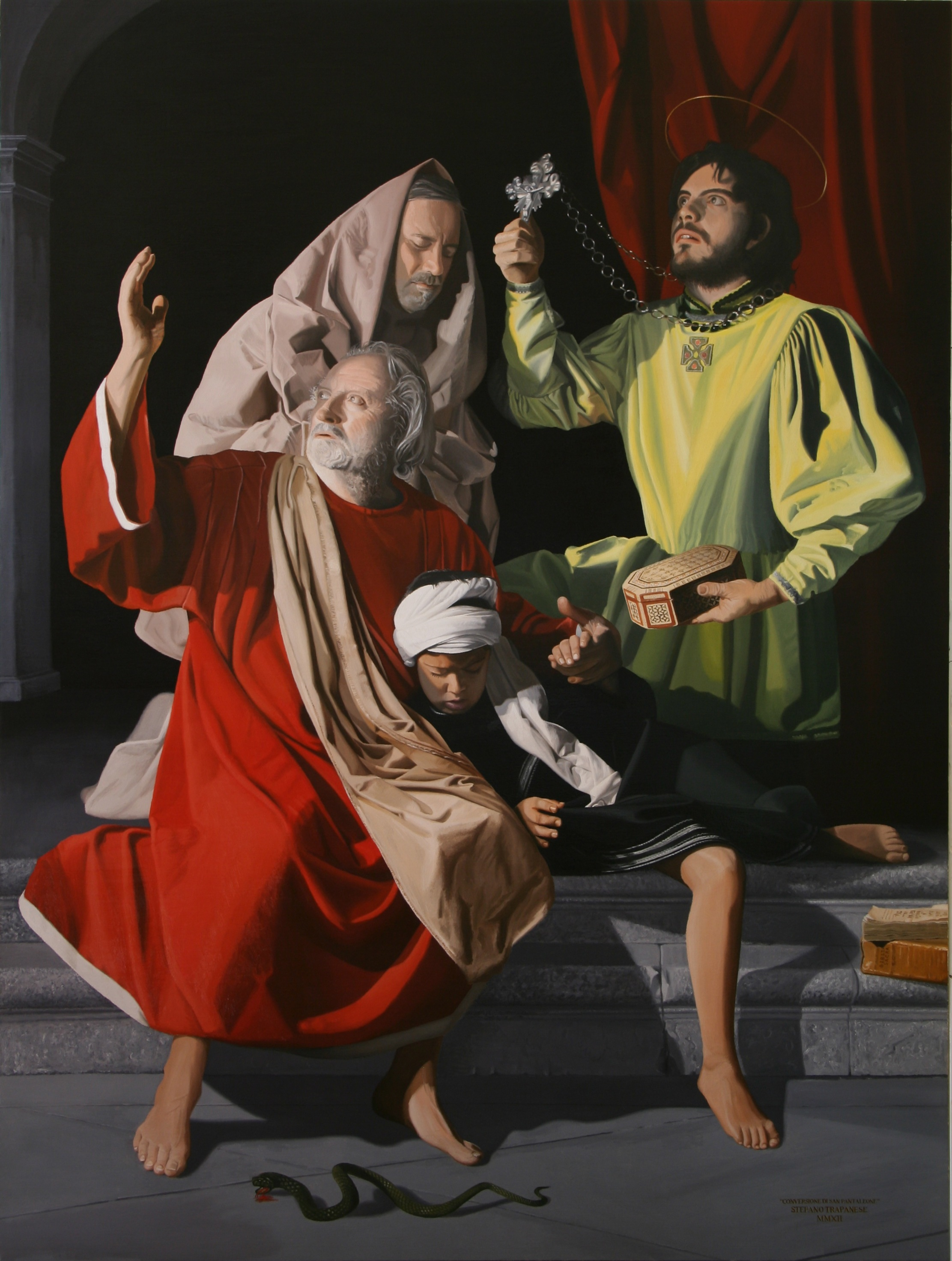
Stefano Trapanese, Conversione di san Pantaleone, 200x150cm, olio su tela